# Lục bát (versificație vietnameză clasică)
Lục bát (vietnameză: [lùkp ɓáːt], Hán tự: 六八)  o formă de tradițională de vers vietnamez înregistrată prima dată în scrierea chữ nôm.  "Lục bát" este o expresie sino-vietnameză însemnând "șase-opt" și referindu-se la cuplete de versuri alternând șase și opt silabe; ele încep întotdeauna cu vers de 6 silabe. O măsură înrudită este Song thất lục bát.

### Accesibilitate generală
Spre deosebire de alte forme de vers, de care în mod tradițional se bucură doar vietnamezii din  clasa superioară, lục bát este compus în mod tradițional de oameni din toate clasele, de la țăranii până la nobilii prinți. Poate fi privit ca un stil de viață al oamenilor vietnamezi.
Bogata comoară a poeziilor populare vietnameze (ca dao), care constă din sute de mii de versete care reflectă viața, moralitatea, relațiile umane și frumusețea naturală, este compusă aproape în totalitate sub forma lục bát.

### Cântec epic al istoriei naționale
Cele 3774 de versete din „Quốc Sử Diễn Ca” (Cântec epic al istoriei naționale) compuse de poetul vietnamez Lê Ngô Cát sub domnia regelui Tự Đức sunt, de asemenea, în întregime sub formă de lục bát.

### Povestea lui Kiều
Poetul Nguyễn Du din dinastia Lê a compus și el 3254 de versete lục bát, care deapănă povestea unei frumoase nefericite în renumitul poemTruyện Kiều (Povestea lui Kiều).

## Regula tonului
Tonurile sunt printre cele mai importante elemente din Lục Bát, precum și în celelalte forme de versuri vietnameze.
În poezie, cele șase tonuri ale limbii vietnameze sunt împărțite pe baza naturii lor în scădere și în creștere în două categorii: bằng (plat) și trắc (ascuțit sau non-plat).
- Categoria bằng cuprinde două tonuri: ngang și huyền.
- Categoria trắc cuprinde patru tonuri: sắc, hỏi, ngã, nặng.

Există mai multe metode de a clasifica tonurile vietnameze, iar această categorisire este folosită doar în poezie. De asemenea, deși tonul huyền este clasificat în categoria bằng, este de fapt un ton scăzut.
Tonurile silabelor din versetele în lục bát ar trebui să urmeze următorul model:
- Bằng bằng trắc trắc bằng bằng
- Bằng bằng trắc trắc bằng bằng trắc bằng.

Cu toate acestea, silabele impare din versetele în lục bát nu trebuie să urmeze regula, doar  silabele pare trebuie să urmeze regula.
Există două excepții de la regula tonului de mai sus în poeziile lục bát:
- Prima excepție este atunci când există o pauză după a 3-a silabă în linia lục (linia cu șase silabe). Când se întâmplă acest lucru, a doua silabă a liniei lục poate avea un ton trắc.
- A doua excepție implică regula rimei și va fi discutată în secțiunea următoare.

## Regula rimei
În poezia vietnameză există două tipuri de rime. Prima se numește vần giàu (rime bogate), iar cea de-a doua se numește vần nghèo (rime sărace).
- Vần giàu (rime bogate): când două cuvinte au același sunet final și tonurile lor provin din aceeași categorie. Exemple: 
  - xanh și cành sunt rime bằng bogate (vần bằng dejau).
  - quyển și chuyến sunt rime trắc bogate (vần trắc dejau).
- Vần nghèo (rime sărace): când două cuvinte au un sunet final aproape similar și tonurile lor provin din aceeași categorie. Exemple: 
  - thêu și trèo sunt rime bằng slabe (vần bằng nghèo).
  - kính și cảnh sunt rime trắc sărace (vần trắc nghèo).

Există două tipuri de scheme de rimă pentru poezii lục bát.
- Primul tip este cel mai comun și popular. În această schemă a rimei, a 6-a silabă a liniei cu șase silabe rimează cu a 6-a silabă a liniei cu opt silabe, apoi a 8-a silabă a liniei cu opt silabe rimează cu a 6-a silabă a următoarei linii de șase silabe, și modelul continuă. Această schemă de rime poate fi rezumată în următorul model:

```
::{| 
```

|-
| width="20pt" | •
| width="20pt" | ♭
| width="20pt" | •
| width="20pt" | ♯
| width="20pt" | •
| width="40pt" | ♭A
| width="20pt" | 
| width="20pt" | 
|-
| • || ♭ || • || ♯ || • || ♭A || • || ♭B
|-
| • || ♭ || • || ♯ || • || ♭B
|-
| • || ♭ || • || ♯ || • || ♭B || • || ♭C
|-
| • || ♭ || • || ♯ || • || ♭C
|-
| • || ♭ || • || ♯ || • || ♭C || • || ♭D
|}

simbolul • = orice tip de silabă; simbolul ♯ = silabă trắc (ascuțită); simbolul ♭ = silabă bằng (plată); ♭A = silabă bằng (plată) cu rima "A "; ♯ și ♭ sunt doar simboluri mnemonice, fără legătură cu notația muzicală.
- Al doilea tip este cel mai puțin obișnuit, care implică o încălcare a regulii de ton. În acest tip, în schimb, a 6-a silabă a liniei cu șase silabe rimează cu a 4-a silabă a liniei cu opt silabe. Cu această schemă a rimei, a 4-a silabă a liniei cu opt silabe va fi trecută la tonul bằng, în timp ce silabele a 2-a și a 6-a a liniei cu opt silabe va fi trecută la tonul trắc.

| • | ♭ | • | ♯  | • | ♭A |   |    |
| • | ♯ | • | ♭A | • | ♯  | • | ♭B |
| • | ♭ | • | ♯  | • | ♭B |   |    |
| • | ♯ | • | ♭B | • | ♯  | • | ♭C |
| • | ♭ | • | ♯  | • | ♭C |   |    |
| • | ♯ | • | ♭C | • | ♯  | • | ♭D |

## Exemple
Trăm năm, trong cõi người ta,
Chữ tài, chữ mệnh, khéo là ghét nhau.
Trải qua một cuộc bể dâu,
Những điều trông thấy mà đau đớn lòng;
Lạ gì bỉ sắc, tư phong,
Trời xanh quen thói má hồng đánh ghen. 
— Kim Vân Kiều de Nguyễn Du
O poezie engleză, rimată în (o adaptare a) lục bát:
The grand untarnished sea -
How glorious for me and you
To wander as we do
Along its beach and through the tide!
How can I harbor pride
Now walking here beside the shore?
Can you, my love, ignore
The sigh, forevermore to dwell
Within our glassy shell?
The gleaming stars, which fell to earth -
What was their glory worth
Beside the gentle birth of life?
What need have we for strife?
The two of us, dear wife, are free!